# Bromus teulader
El bromus teulader (Bromus tectorum) és una  gramínia anual d'hivern que és planta nativa d'Europa, sud-oest d'Àsia i nord d'Àfrica, però que ha esdevingut planta invasora en molts altres llocs. A l'est dels Estats Units és comuna però no domina en els ecosistemes. Al Canadà domina en l'ecosistema sagebrush steppe on ha estat declarada mala herba nociva.
Bromus tectorum incrementa la freqüència d'incendis forestals.

## Descripció
Bromus prové de la paraula grega per a un tipus de civada i tectorum prové de tector que significa teulada. Bromus tectorum generalment germina a la tardor hiverna com una plàntula i floreix a la primavera o principi d'estiu.
Les tiges són glabres i primes. Les fulles són pubescents. Típicament fa 40–90 centimetres (16–35 in) d'alt. Les florss'agrupen en una panícula penjant. És una planta cleistògama sense entrecreuament evident. B. tectorum té un sistema radicular fibrós i pot aprofitar pluges lleugeres. Un estudi mostra que pot reduir la humitat del sòl a uns nivells molt baixos.

### Hàbitat
Bromus tectorum creix en moltes zones climàtiques i es troba predominantment en pluviometries de 150–560 mil·limetres (5.9–22.0 in). Pot créixer en gairebé qualsevol tipus de sòl. B. tectorum ràpidament colonitza zones pertorbades.

## Control
- Reducció de llavors
- Herbicides
- Foc controlat